# Kanton Breteuil (Eure)
Breteuil is een kanton van het Franse departement Eure. Het kanton maakt deel uit van de arrondissementen Évreux (30) en Bernay (20).

## Gemeenten
Het kanton Breteuil omvat de volgende 14 gemeenten:
- Les Baux-de-Breteuil
- Bémécourt
- Breteuil (hoofdplaats)
- Le Chesne
- Cintray
- Condé-sur-Iton
- Dame-Marie
- Francheville
- Guernanville
- La Guéroulde
- Saint-Denis-du-Béhélan
- Sainte-Marguerite-de-l'Autel
- Saint-Nicolas-d'Attez
- Saint-Ouen-d'Attez

Door de herindeling van de kantons bij decreet van 25 februari 2014, met uitwerking op 22 maart 2015, werd het kanton uitgebreid tot 50 volledige gemeenten.

Op 1 januari 2016 werden de gemeenten Breteuil, Cintray en La Guéroulde samengevoegd tot de fusiegemeente (commune nouvelle) Breteuil. 

Op 1 januari 2016 werd de gemeente Condé-sur-Iton samengevoegd met de gemeenten Damville, Gouville, Manthelon, Le Roncenay-Authenay en Le Sacq uit het kanton Damville tot de fusiegemeente (commune nouvelle) Mesnils-sur-Iton.

Op 1 januari 2016 werd de gemeenten Sainte-Marguerite-de-l'Autel en Guernanville samengevoegd  tot de fusiegemeente (commune nouvelle) Le Lesme.

Op 1 januari 2016 werd de gemeenten Dame-Marie, Saint-Nicolas-d'Attez en Saint-Ouen-d'Attez samengevoegd  tot de fusiegemeente (commune nouvelle) Sainte-Marie-d'Attez.

Op 1 januari 2016 werden de gemeenten Le Chesne en Saint-Denis-du-Béhélan samengevoegd met de gemeenten Chanteloup en Les Essarts uit het kanton Damville samengevoegd tot de fusiegemeente (commune nouvelle) Marbois. Bij decreet van 5 maart 2020 werd de gehele fusiegemeente toegewezen aan het kanton Breteuil.

Op 1 januari 2017 werden de gemeenten Champignolles en La Vieille-Lyre samengevoegd tot de fusiegemeente (commune nouvelle) La Vieille-Lyre.

Op 1 januari 2017 werden de gemeenten Francheville en Verneuil-sur-Avre samengevoegd tot de fusiegemeente (commune nouvelle) Verneuil d'Avre et d'Iton.

Op 1 januari 2019 werden de gemeenten Saint-Quentin-des-Isles, Saint-Aubin-le-Vertueux en Saint-Clair-d'Arcey samengevoegd tot de fusiegemeente (commune nouvelle) Treis-Sants-en-Ouche. Bij decreet van 5 maart 2020 werd de gehele fusiegemeente toegewezen aan het kanton Bernay.

Sindsdien omvat het kanton Breteuil volgende gemeenten 
- Ambenay
- Les Baux-de-Breteuil
- Bémécourt
- Bois-Anzeray
- Bois-Arnault
- Bois-Normand-près-Lyre
- Les Bottereaux
- Breteuil (hoofdplaats)
- Broglie
- Capelle-les-Grands
- Chaise-Dieu-du-Theil
- Chamblac
- Chambord
- La Chapelle-Gauthier
- Chéronvilliers
- Ferrières-Saint-Hilaire
- La Goulafrière
- Grand-Camp
- La Haye-Saint-Sylvestre
- Juignettes
- Le Lesme
- Marbois
- Mélicourt
- Mesnil-Rousset
- Mesnils-sur-Iton (deel : enkel Condé-sur-Iton)
- Montreuil-l'Argillé
- Neaufles-Auvergny
- La Neuve-Lyre
- Notre-Dame-du-Hamel
- Rugles
- Saint-Agnan-de-Cernières
- Saint-Antonin-de-Sommaire
- Saint-Aubin-du-Thenney
- Saint-Denis-d'Augerons
- Saint-Jean-du-Thenney
- Saint-Laurent-du-Tencement
- Saint-Pierre-de-Cernières
- Sainte-Marie-d'Attez
- La Trinité-de-Réville
- Verneuil d'Avre et d'Iton (deel : enkel Francheville))
- Verneusses
- La Vieille-Lyre